# 維京2號
維京2號任務為火星維京號計劃的一部份，其軌道衛星及著陸器基本上與維京1號的相同。海盗2号的着陆器在火星表面工作了1281个火星日，最终在电池失效后，于1980年4月11日停止运作。轨道卫星则工作到1978年7月25日，共环绕火星706周，传回了近16000份图像。

## 任務簡介
1976年9月3日著陸器從軌道衛星脫離，於世界時22:37:50登陸於乌托邦平原。原本正常的操作會在脫離後將連結軌道衛星及著陸器的結構（生化防護罩，bioshield）退出，但因為脫離時的問題，生化防護罩被留在軌道衛星上。1976年9月30日移動軌道傾角至75度。

### 著陸器
維京2號著陸器在火星地表上共運作1281個火星日，最後在1980年4月11日因電池失效而結束運作。

## 图片

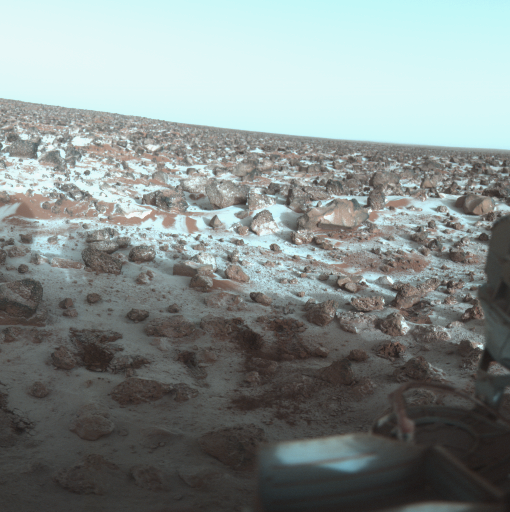
一張登陸地點結霜的照片（照片經過影像增強以顯現結霜的部份）
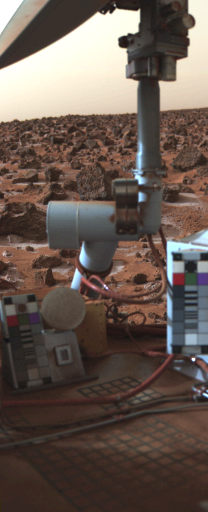
火星上的霜 1977-12-09 (Courtesy NASA/JPL-Caltech.)
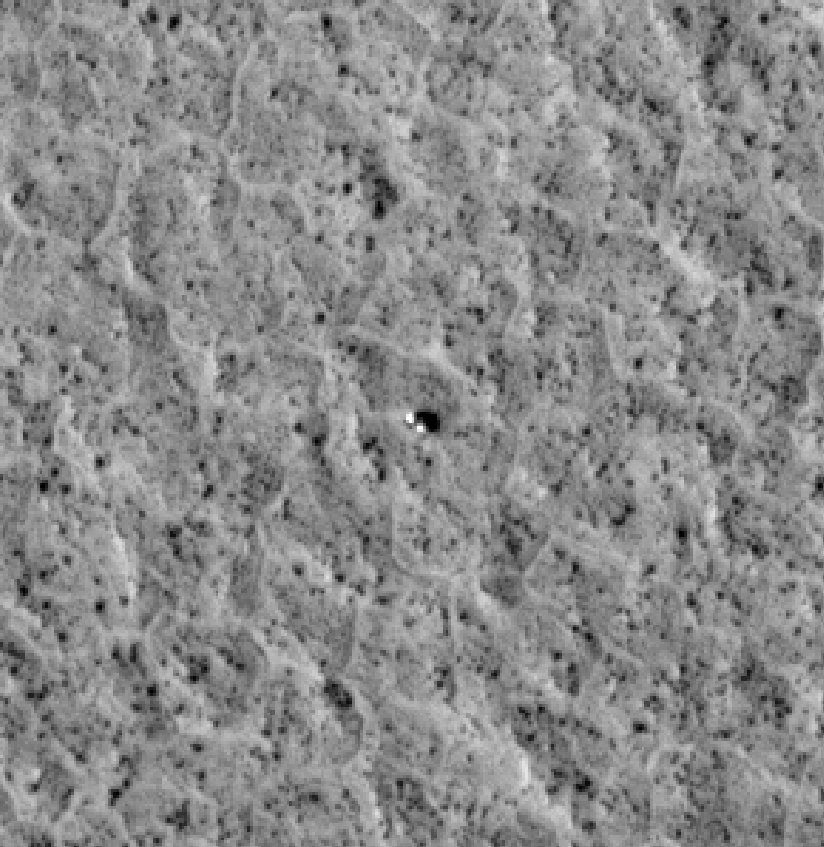
由火星偵察軌道器於2006年12月攝得的維京2號登陸器的照片。

## 參閱
- 維京1號
- 火星探測
- 太空探索
- 非載人宇宙飛船
- 維京號計劃
- 太陽系探測器列表